# ВТА 125к серија
ВТА 125К серија или ВТА 125к је међународна серија професионалних женских тениских турнира, организованих од стране Женске тениске асоцијације ВТА почев од 2012. године. Понекад се зове и ВТА челенџер серија турнира и то је други највиши ниво женског такмичења, тачно испод професионалних ВТА турнира, а одмах изнад ИТФ турнира. Играчице које учествују, могу на оваквим турнирима зарадити довољно бодова за напредак на светској листи и да би се квалификовале за главни жреб или квалификације на ВТА турнирима. Титула на 125К догађају, не сматра се победом на ВТА турниру и у статистици играчица се не води као трофеј са професионалних турнира.

## Турнир и награде
Први турнири ове категорије, одржали су се 2012. године крајем октобра и одржани су у два града. У наредним годинама број турнира се повећа на пет, па шест, па све до данашњих 10 турнира у сезони. Може се десити да у исто време буду организована два турнира исте категорије, у два различита града. Турнири се одржавају у градовима који имају регулисану тениску инфраструктуру, где су некада били одржавани ВТА турнири или замене места са неким постојећим турнирима и тамо где је тенис популаран. Турнири се одржавају у појединачној и дубл конкуренцији, а постоји и квалификациони део за главни део турнира. Правило је да на овим турнирима не могу да учествују тенисерке које су међу 20. најбољих на свету. На овим турнирима, наградни фонд је од 125.000- 150.000 долара.

## Успех српских тенисерки
Неколико тенисерки из Србије учествовало је на оваквим такмичењима и то им је омогућило напредак на листи. Бојана Јовановски била је победница турнира, који се одржавао у Нингбу 2013. године и то као квалификанткиња, пошто се касно пријавила за турнир. Занимљиво је, да је и у квалификацијама и у главном делу турнира, била постављена за првог носиоца. Јелена Јанковић освојила је титулу 2015. године у Нанчангу, као први носилац турнира. 2017. године Александра Крунић победила је на турниру, који је одржан на Болу, који је организован као замена за некадашњи ВТА турнир, који се одржавао на Брачу. На овом нивоу турнира учествовала је Ивана Јоровић, која је поражена на Болу 2017. године од касније шампионке, сународнице Александре Крунић у четвртфиналу. Олга Даниловић, први ВТА меч одиграла је 2017. године у Лиможу, где је стигла до другог кола, а 2018. године на турниру у Мумбају дошла је до полуфинала дублова са Данком Ковинић.

## Поени у синглу и дублу
| POENI      | P   | F  | PF | ČF | R16 | R32 | K   | K2  | K1  |
| ---------- | --- | -- | -- | -- | --- | --- | --- | --- | --- |
| SINGL      | 160 | 95 | 57 | 29 | 15  | 1   | 6   | 4   | 1   |
| DUBL (16D) | 160 | 95 | 57 | 29 | 1   | Н/Д | Н/Д | Н/Д | Н/Д |